# 토르테

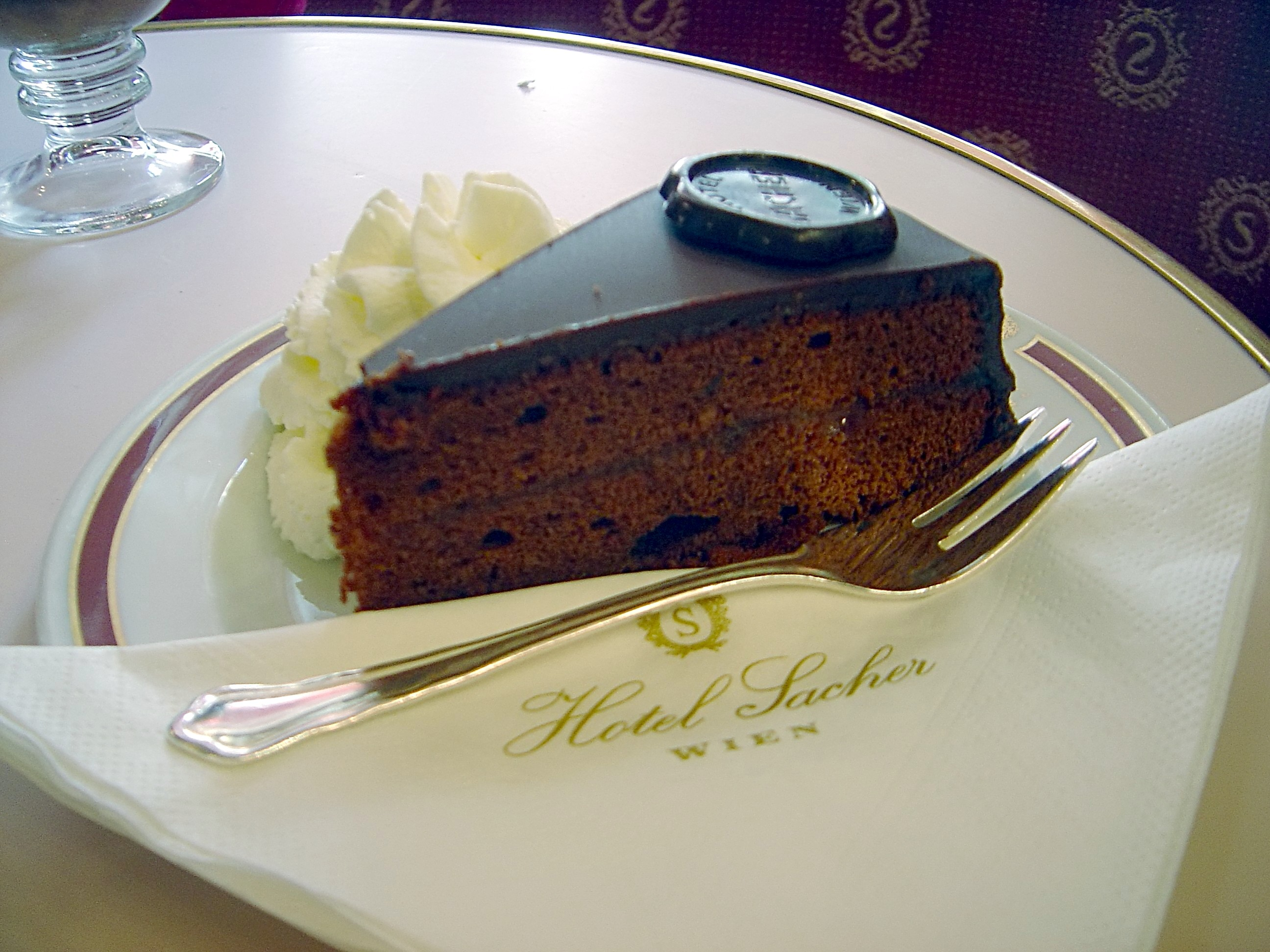
레이어 케이크

토르테(torte)는 구운 과자의 한 종류이다. 크림이나 과일 등을 넣은 원형의 장식 케이크이다.